# 간온지시
간온지시(일본어: 観音寺市)는 일본 가가와현 서단에 있는 시이다. 서쪽은 세토 내해와 접하고 남쪽은 사누키 산맥을 사이에 두고 도쿠시마현과 접한다.
기후는 남쪽의 사누키 산맥과 시코쿠 산지, 북쪽은 주코쿠 산지의 영향으로 태풍 등 자연재해는 비교적 적다. 테이블 마크의 본사 소재지이며 웅장한 나비 축제가 유명하다. 2005년 10월 11일에 간온지시, 오노하라정, 도요하마정의 대등 합병으로 탄생해 새로운 간온지시가 되었다.

## 지리
북서쪽에 싯포산이 있고 서쪽의 히우치나다를 향해 강이 흘러 삼각주를 형성한다.

## 역사
- 807년 - 구카이가 진구지(神宮寺)에 관세음보살을 안치한 후 간온지(観音寺)로 불리게 되었다.
- 1890년 2월 15일 - 시정촌제 시행으로 간온지정이 탄생하였다.
- 1955년 1월 1일 - 간온지정·다카스촌·도키와촌·구니타촌 등 1정 3촌이 통합해 구 간온지시가 탄생하였다.
- 1956년 9월 - 구 간온지시가 이치노타니촌, 이부키촌을 편입하였다.
- 2005년 10월 11일 - 구 간온지시·미토요군 오노하라정·도요하마정이 대등 합병해 신 간논지시가 성립하였다.

## 교통

### 철도
- 시코쿠 여객철도 요산선

### 도로
- 다카마쓰 자동차도(일본어판)
- 국도 제11호선
- 국도 제377호선 (일본)(일본어판)

## 인구
| 연도 | 인구   | ±%     |
| ---- | ------ | ------ |
| 1920 | 54,251 | —      |
| 1930 | 58,228 | +7.3%  |
| 1940 | 58,708 | +0.8%  |
| 1950 | 78,356 | +33.5% |
| 1960 | 73,186 | −6.6%  |
| 1970 | 66,653 | −8.9%  |
| 1980 | 68,435 | +2.7%  |
| 1990 | 68,436 | +0.0%  |
| 2000 | 66,555 | −2.7%  |
| 2010 | 62,680 | −5.8%  |

## 자매 도시
- 일본 시가현 구사쓰시
- 일본 홋카이도 맛카리촌
- 미국 위스콘신주 애플턴
- 중국 산둥성 칭다오시 지모구